# Gschaid (Gemeinde Sankt Kathrein am Offenegg)
Gschaid ist eine Rotte in der Gemeinde Sankt Kathrein am Offenegg im österreichischen Bundesland Steiermark. Die Siedlung befindet sich am gleichnamigen Sattel (genannt das Gschaid) nördlich des Patschaberges.

## Geographie
Das 1047 m ü. A. hohe Gschaid trennt den Patschaberg im Süden von den Ausläufern von Pommesberg und Eibisberg im Nordosten. Die Häuser der gleichnamigen Rotte stehen teilweise direkt an der Passhöhe und sind über eine vier Kilometer lange Straße aus dem Gemeindehauptort Sankt Kathrein im oberen Weiztal erreichbar. Östlich der Passhöhe liegt das nur durch Forststraßen erschlossene obere Ende des Poniglgrabens. Über das Gschaid führt ein Wanderweg, der den Patschaberg bzw. Patschabauer mit dem Eibisberg und der Brandlucken verbindet. Das geologisch von Schöcklkalk und Phylliten des Grazer Paläozoikums geprägte Gebiet um das Gschaid gehört dem Grazer Bergland an und ist Teil des Naturparks Almenland.

## Geschichte

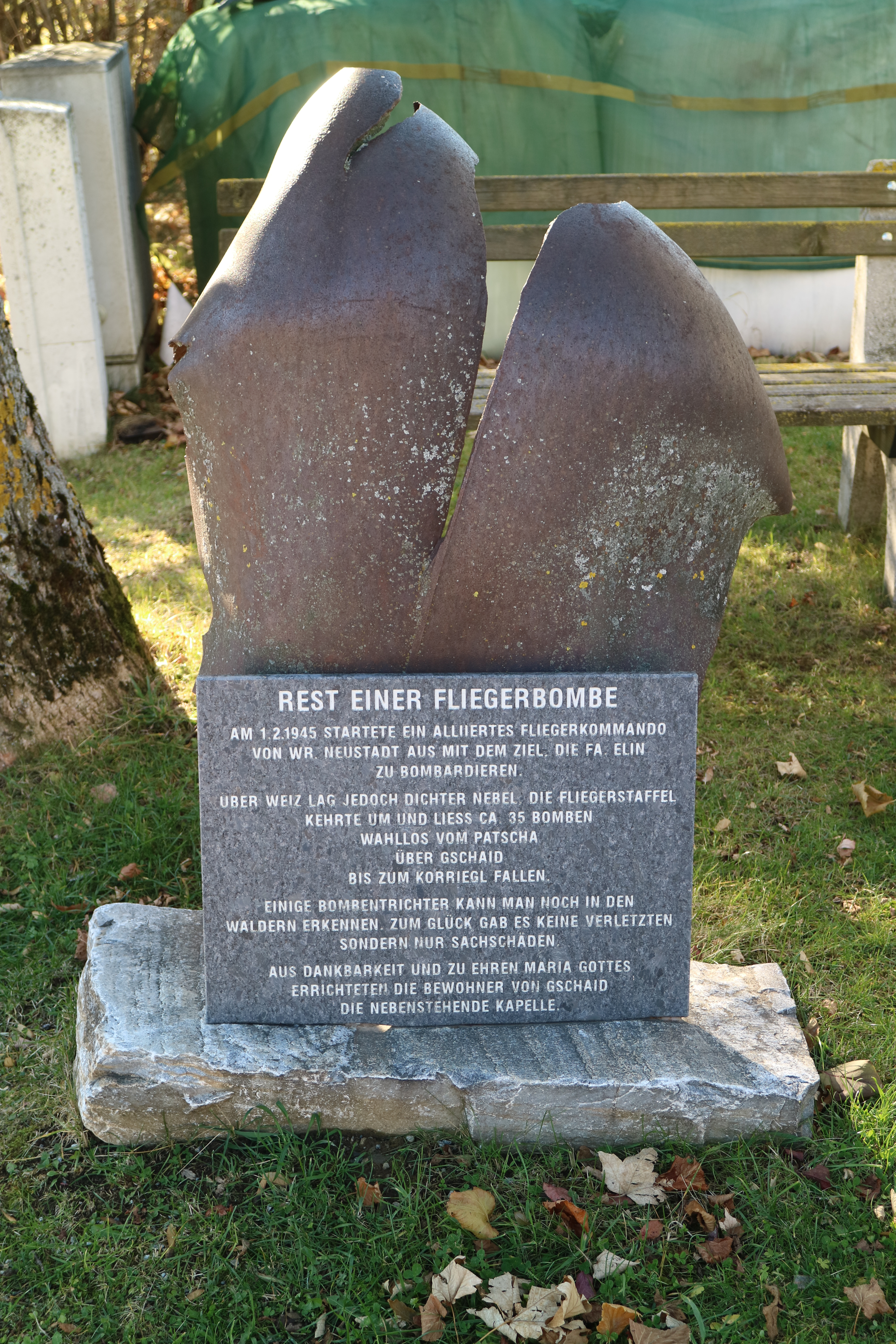
Reste einer Fliegerbombe aus dem Jahr 1945

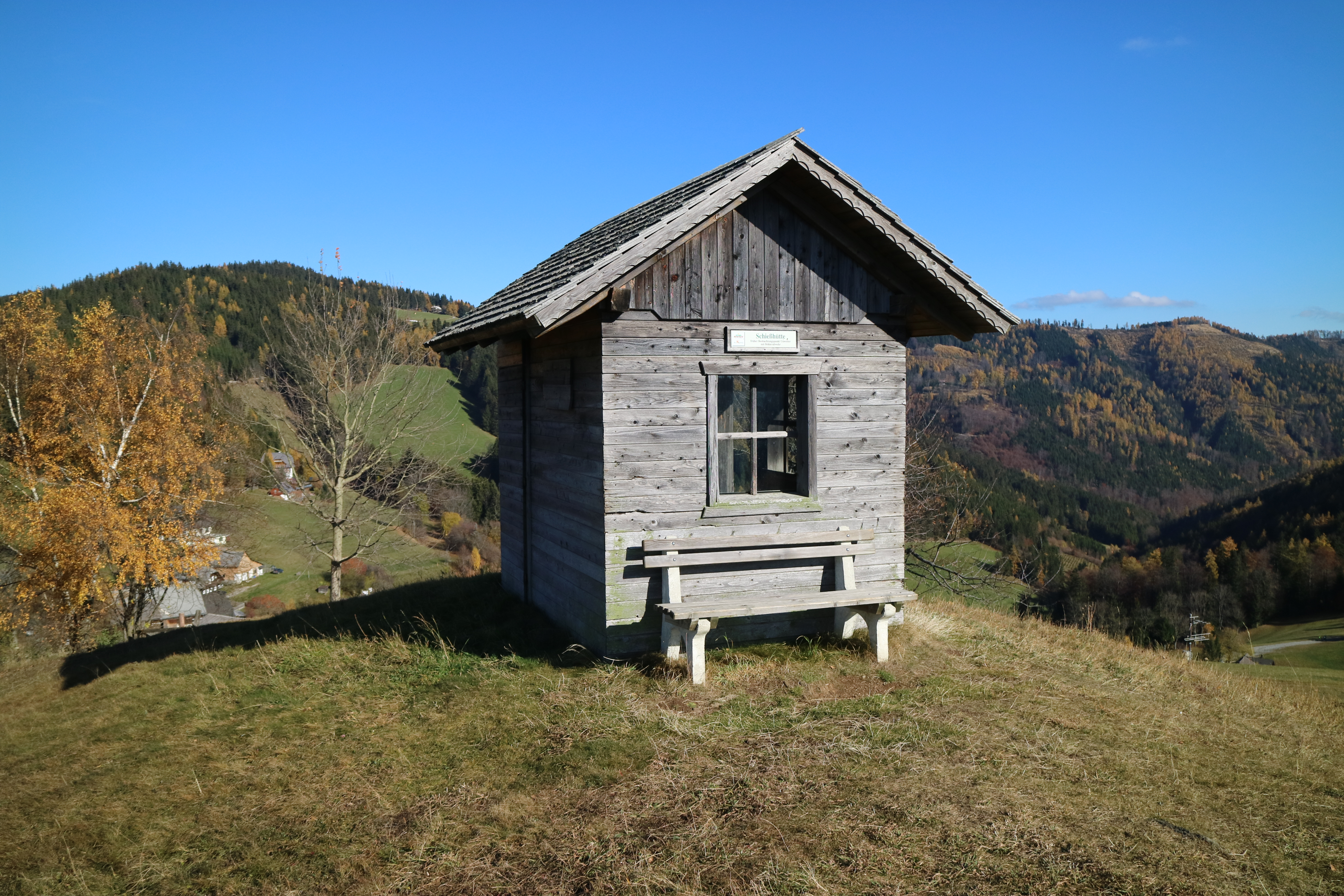
Schießhütte am Gschaid

Um das Jahr 1800 umfasste der Ried Gschaid 115 Joch Äcker, 34 Joch Wälder und 23 Joch Wiesen sowie sieben bewohnte Häuser und eine Hausmühle. Als historisches Gebäude ist eine hölzerne Schießhütte erhalten, die mit weitreichender Sicht auf das Passailer Becken als Beobachtungspunkt für Unwetter mit Böllerabwehr diente.
Mit dem Ziel eines Luftangriffes auf das ELIN-Werk in Weiz überflog am 1. Februar 1945 ein alliiertes Fliegerkommando die Oststeiermark. Weil über der Bezirksstadt dichter Nebel lag, mussten die Piloten umkehren und ließen über Patscha und Gschaid – wahrscheinlich als Notabwürfe – rund 40 Bomben fallen. Aus Dankbarkeit darüber, dass niemand verletzt worden war, bauten die Bewohner von Gschaid eine Marienkapelle, neben der heute der Rest einer Fliegerbombe ausgestellt ist.
In den ersten beiden Nachkriegsjahren wurden die Barytvorkommen am Gschaid untersucht. Nach Errichtung eines 18 Meter langen Schurfstollens und Abbau von 40 Tonnen Baryt wurde die Lagerstätte für nicht nachhaltig befunden. Bohrungen der Bleiberger Bergwerks Union im Jahr 1948 blieben ähnlich erfolglos.
Eine 300 Meter lange Skipiste war ab 1980 durch den inzwischen abgetragenen Patschalift erschlossen.